# Hyphoraia radiata
Hyphoraia radiata là một loài bướm đêm thuộc phân họ Arctiinae, họ Erebidae.